# 2008년 아이슬란드 지진
2008년 아이슬란드 지진은 2008년 5월 29일 15시 46분(UTC)에 아이슬란드 서남부에서 발생한 이중지진이다. 기록된 두 차례 지진의 규모는 각각 모멘트 규모로 Mw5.9, Mw5.8로 두 지진의 규모를 합치면 대략 Mw6.1의 지진에 해당한다. 사망자는 없었으나 총 부상자 30명이 발생했고 양 여러 마리가 지진으로 폐사했다. 지진의 진앙은 크베라게르디와 셀포스 마을 사이 지역으로 아이슬란드 수도인 레이캬비크에서 동남쪽으로 약 45 km 떨어졌다. 이 지진은 2000년 여름의 지진 이후로 아이슬란드를 강타한 규모가 가장 큰 지진이다.

## 지질학적 특성
아이슬란드는 유라시아판과 북아메리카판이 서로 멀어지는 대서양 중앙 해령 위에 얹혀져 있다. 이렇게 두 지각판이 멀어지는 발산 경계에서는 화산 활동이 빈번하게 발생하지만 대신 강한 지진은 드물게 발생한다. 하지만 아이슬란드에서는 이렇게 판이 벌어지는 발산하는 능선이 서로 떨어져 있어 판이 서로 수평으로 움직이는 2개의 주향이동단층이 생겼다. 하나는 북쪽에, 하나는 남쪽에 있으며 아이슬란드에서 발생하는 큰 규모의 지진은 대부분 이 2개 주향이동단층을 따라 발생한다. 지질학자들은 2008년 발생한 지진이 남아이슬란드에서 발생하는 전형적인 지진인 "남아이슬란드 지진대(SISZ) 지진"(아이슬란드어: Suðurlandsskjálftar 쉬뒤르들란스캬울프타르)으로 분류하고 있다.

## 피해
2000년 발생한 지진과 달리 2008년 발생한 지진은 남아이슬란드에서 인구 밀도가 가장 높은 지역에서 발생했다. 피해 지역의 인구는 약 12,000명이며 셀포스와 크베라게르디, 에이라르바키, 스토크세이리, 소를라욱스회픈 마을이 영향을 받았다. 여러 농장도 피해가 발생했다.
아이슬란드 정부는 지진으로 일시적으로 셀포스로 향하는 도로를 차단했으며, 주민들에게 여진을 주의하라고 당부했다.

## 같이 보기
- 아이슬란드의 지진 목록
- 2008년 지진

## 참고 문헌
- ANSS, 〈M6.3 – Iceland〉, 《Comprehensive Catalog》, U.S. Geological Survey
- “Strong earthquake rocks Iceland”. BBC News. 2008년 5월 29일. 2008년 5월 29일에 확인함.
- Decriem, J.; Árnadóttir, T.; Hooper, A.; Geirsson, H.; Sigmundsson, F.; Keiding, M.; Ófeigsson, B. G.; Hreinsdóttir, S.; Einarsson, P.; LaFemina, P.; Bennett, R. A. (2010), “The 2008 May 29 earthquake doublet in SW Iceland”, 《Geophysical Journal International》 181 (2): 1128–1146, Bibcode:2010GeoJI.181.1128D, doi:10.1111/j.1365-246x.2010.04565.x, 2014년 2월 1일에 원본 문서에서 보존된 문서.
- 국제지진센터, 《ISC-EHB Bulletin》, Thatcham, United Kingdom

## 추가 읽기
- Vogfjord, K. S., et al. "Fault interaction in the South Iceland Seismic Zone: The May 2008, M6. 3 earthquake". EGU General Assembly Conference Abstracts. Vol. 11. 2009.
- Brandsdottir, Bryndis, et al. "The May 29th 2008 earthquake aftershock sequence within the South Iceland Seismic Zone: Fault locations and source parameters of aftershocks." Jökull 60 (2010): 1–22.